# Глазунов, Илья Иванович
Илья Иванович Глазунов (1786—1849) — русский издатель и книготорговец.

## Биография
Родился в 1786 году в Петербурге в семье книгоиздателя Ивана Петровича Глазунова (1762—1831), брата основателя старейшей в России книжной фирмы М. П. Глазунова.
Получил хорошее гимназическое образование. Помогал отцу, заведуя изданиями и занимаясь корректурой. После смерти отца вёл торговлю вместе со своими братьями в фирме «Братья Глазуновы». Но в 1832 году братья разделили дело — Илья Иванович оставил за собой лавки в доме Публичной Библиотеки и в Гостином дворе на Суконной линии. В 1836 году, кроме издания книг, он взялся за печатание театральных афиш и печатал их до 1856 года. Затем вместе со А. Ф. Смирдиным Глазунов создал совместную типографию. В пай Глазунов пригласил также свою сестру Анну, находящуюся замужем за петербургским купцом и книгоиздателем И. Н. Кушинниковым. В 1837 году Смирдин продал право на печатание исключительно Глазунову и типография стала называться «Илья Глазунов и Ко».
Илья Иванович Глазунов издавал, главным образом, сочинения известных русских авторов и учебные книги. Он издал сочинения русских писателей — Батюшкова, Державина, Лермонтова, Марлинского, Пушкина, Хемницера. Выпустил миниатюрное издание «Евгения Онегина» (5000 экземпляров), заплатив Пушкину за право издания 3000 рублей, которое весьма быстро в течение недели разошлось после смерти поэта. В 1840-х годах он занимался изданием преимущественно учебных книг и пособий, которые поставлялись в Священный Синод и Министерство народного просвещения. С 1831 по 1849 годы И. И. Глазуновым было выпущено порядка 100 изданий по педагогике, изящной словесности и богословию.
Занимался общественной деятельностью — состоял старшиной третьего отделения Петербургской общей думы и председателем купеческой управы. В 1832 году получил звание потомственного почетного гражданина.
Умер 20 февраля 1849 года. Похоронен на Волковом кладбище в Петербурге. Могила утрачена.

## Семья
После себя оставил троих детей, которые продолжили его дело: 
- Иван Ильич Глазунов (1826—1890)
- Константин Ильич Глазунов (1828—1914) (его дети композитор Александр Константинович Глазунов и энтомолог Дмитрий Константинович Глазунов).
- Александр Ильич Глазунов (1829—1896)